# Herbert Arz von Straussenburg
Herbert Georg Albert Arz von Straussenburg (* 5. April 1926 in Hermannstadt, Königreich Rumänien; † 4. August 2018 in Sankt Augustin-Niederberg) war ein deutscher Diplomat.

## Leben
Herbert Arz von Straussenburg wurde in Hermannstadt als Sohn des Arztes Arnold Arz von Straussenburg (1894–1986) und Anna Arz von Straussenburg, geb. Schuller (1901–1991), geboren. Sein Großvater war ein Cousin von Arthur Arz von Straußenburg, Generalstabschef von Österreich-Ungarns Heer im Ersten Weltkrieg. Sein Bruder war der Zeichner Helmut von Arz (1930–2014). Er war verheiratet mit Audrey Hall (1931–2005) und hatte drei Kinder. Konrad Arz von Straussenburg, der deutsche Botschafter in Finnland und ehemalige Chef des Protokolls im deutschen Auswärtigen Amt, ist sein Sohn.
Er besuchte die Brukenthalschule in Hermannstadt und flüchtete im Sommer 1944 nach Deutschland. Im Frühjahr 1945 hatte er in Thüringen einen Fronteinsatz als Panzergrenadier und kam anschließend in Kriegsgefangenschaft. Ab 1948 studierte er in Freiburg Volkswirtschaftslehre und schloss als Diplom-Volkswirt ab. 1954 trat Arz von Straussenburg in den diplomatischen Dienst ein und war in den deutschen Botschaften in Athen, London, Rom und Brüssel tätig. In der Zentrale des Auswärtigen Amtes in Bonn war er unter anderem persönlicher Referent des Staatssekretärs Rolf Lahr, Leiter des Referats „Abrüstung und Rüstungskontrolle“ sowie Leiter der Kulturpolitischen Abteilung. Zuletzt trug er die Amtsbezeichnung eines Vortragenden Legationsrats.
Sowohl als Diplomat als auch nach seiner Pensionierung setzte sich Arz von Straussenburg für die Belange der Rumäniendeutschen in Siebenbürgen ein und wurde später Ehrenmitglied der Landsmannschaft der Siebenbürger Sachsen in Deutschland. Er war Rechtsritter des Johanniterordens.

## Ehrungen
- Bundesverdienstkreuz der Bundesrepublik Deutschland
- Großes Ehrenzeichen für Verdienste um die Republik Österreich (1964)[6]